# 河溪镇 (汕头市)
河溪镇是中国广东省汕头市潮阳区所辖的一个镇，位于潮阳城区西北10公里处，东北遥望牛田洋，东南接棉北街道，南邻金浦街道，西北连西胪镇。区域总面积55.66平方公里，至2003年末人口7.9155万。河溪镇辖1个居民委员会：河溪，以及11个村民委员会：湖东、华东、西陇、南陇、上坑、东陇、上陇、新乡、南田、中田、西田。